# DAM (musikgrupp)
DAM är en palestinsk hiphopgrupp baserad i Jaffa, bestående av Tamer Nafar, Suhell Nafar och Mahmoud Jreri. Namnet betyder blod på hebreiska, för alltid bestående på arabiska och kan även utläsas som Da Arabic MC:s. Bandet är en del av kollektivet Palestinian Rapperz och har rönt internationell uppmärksamhet med sin okonventionella musik med inslag av tunga beats och hård rap om det palestinska folkets lidande under och kamp mot israelisk repression.
Musikaliskt inspireras de av västerländsk hiphop som Nas, 2Pac, Mos Def, IAM, NTM, Saian Supa Crew och MBS blandat med arabisk musik som Marcel Khalifa, Kazem Saher, George Wassouf och Majda al Romi. De har bland annat gett ut skivan Ihda' (hängivelse) med internationell distribution av EMI. Debutalbumet "Sluta langa" släpptes lokalt 1998, följt av ett andra album Min Irhabi (Vem är terroristen) som släpptes 2001. Den kontroversiella titeln var också namnet på det inledande spåret som beskriver vad bandet anser vara den israeliska statens terror mot palestinierna. Albumet släpptes gratis på webbplatsen Arabrap.net, där den laddades ned en miljon gånger på en månad från släppet. Sången distribuerades också gratis med musik- och samhällsmagasinet Rolling Stone i Frankrike där den snabbt intog gatorna. Den har också varit med på en fransk samlingsskiva jämte kända musiker som Manu Chao, Zebda och Noir Desir.

## Diskografi
Album
- Ihda' (2006)
- Dabke on the Moon (2012)
- Ben Haana Wa Maana (2019)